# FA Cup 2018-2019
La FA Cup 2018-2019 è stata la 138ª edizione della FA Cup, la più importante coppa nel calcio inglese e la competizione ad eliminazione diretta più antica del mondo. È sponsorizzata da Emirates.
La finale si è svolta il 18 maggio 2019 allo Stadio di Wembley. A vincere il trofeo è stato il Manchester City, che si è aggiudicato la competizione per la sesta volta nella sua storia.

## Calendario
| Fase                    | Turno                           | Sorteggio         | Data              | Partite | Squadre   | Squadre entrate | Campionati entranti                         |
| ----------------------- | ------------------------------- | ----------------- | ----------------- | ------- | --------- | --------------- | ------------------------------------------- |
| Turni di qualificazione | Turno extra preliminare         | 6 luglio 2018     | 10 agosto 2018    | 184     | 736 → 552 | 368             |                                             |
| Turni di qualificazione | Turno preliminare               | 6 luglio 2018     | 24 agosto 2018    | 160     | 552 → 392 | 136             | N&S&I Divisions One                         |
| Turni di qualificazione | Primo turno di qualificazione   | 28 agosto 2018    | 8 settembre 2018  | 116     | 392 → 276 | 72              | N&S&I Premier Division                      |
| Turni di qualificazione | Secondo turno di qualificazione | 10 settembre 2018 | 22 settembre 2018 | 80      | 276 → 196 | 44              | National North & South                      |
| Turni di qualificazione | Terzo turno di qualificazione   | 24 settembre 2018 | 6 ottobre 2018    | 40      | 196 → 156 |                 |                                             |
| Turni di qualificazione | Quarto turno di qualificazione  | 8 ottobre 2018    | 20 ottobre 2018   | 32      | 156 → 124 | 24              | National League                             |
| Torneo principale       | Primo turno                     | 22 ottobre 2018   | 10 novembre 2018  | 40      | 124 → 84  | 48              | Football League 1 Football League 2         |
| Torneo principale       | Secondo turno                   | 12 novembre 2018  | 1º dicembre 2018  | 20      | 84 → 64   |                 |                                             |
| Torneo principale       | Terzo turno                     | 3 dicembre 2018   | 5 gennaio 2019    | 32      | 64 → 32   | 44              | Premier League Football League Championship |
| Torneo principale       | Quarto turno                    | 7 gennaio 2018    | 26 gennaio 2019   | 16      | 32 → 16   |                 |                                             |
| Torneo principale       | Ottavi di finale                | 28 gennaio 2018   | 16 febbraio 2019  | 8       | 16 → 8    |                 |                                             |
| Torneo principale       | Quarti di finale                | 18 febbraio 2018  | 16 marzo 2019     | 4       | 8 → 4     |                 |                                             |
| Torneo principale       | Semifinali                      | 18 marzo 2018     | 6 aprile 2019     | 2       | 4 → 2     |                 |                                             |
| Torneo principale       | Finale                          | 18 marzo 2018     | 18 maggio 2019    | 1       | 2 → 1     |                 |                                             |

## Fase finale

### Primo turno
| Squadra 1           | Risultato | Squadra 2         |
| ------------------- | --------- | ----------------- |
| 9 novembre 2018     |           |                   |
| Haringey Borough    | 0 - 1     | AFC Wimbledon     |
| 10 novembre 2018    |           |                   |
| Accrington Stanley  | 1 - 0     | Colchester Utd    |
| Aldershot Town      | 1 - 1     | Bradford City     |
| Barnsley            | 4 - 0     | Notts County      |
| Bromley             | 1 - 3     | Peterborough Utd  |
| Bury                | 5 - 0     | Dover Athletic    |
| Chesterfield        | 1 - 1     | Billericay Town   |
| Crewe Alexandra     | 0 - 1     | Carlisle Utd      |
| Ebbsfleet Utd       | 0 - 0     | Cheltenham Town   |
| Exeter City         | 2 - 3     | Blackpool         |
| Gillingham          | 0 - 0     | Hartlepool Utd    |
| Grimsby Town        | 3 - 1     | MK Dons           |
| Lincoln City        | 3 - 2     | Northampton Town  |
| Luton Town          | 2 - 0     | Wycombe           |
| Kettering Town      | 6 - 1     | Portsmouth        |
| Maidstone Utd       | 2 - 1     | Macclesfield Town |
| Metropolitan Police | 0 - 2     | Newport County    |
| Morecambe           | 0 - 0     | Halifax Town      |
| Oxford Utd          | 0 - 0     | Forest Green      |
| Plymouth            | 1 - 0     | Stevenage         |
| Rochdale            | 2 - 1     | Gateshead         |
| Scunthorpe Utd      | 2 - 1     | Burton Albion     |
| Southend Utd        | 1 - 1     | Crawley Town      |
| Southport           | 2 - 0     | Boreham Wood      |
| Sutton Utd          | 0 - 0     | Slough Town       |
| Swindon Town        | 2 - 1     | York City         |
| Torquay Utd         | 0 - 1     | Woking            |
| Tranmere            | 3 - 3     | Oxford City       |
| Walsall             | 3 - 2     | Coventry City     |
| Yeovil Town         | 1 - 3     | Stockport County  |
| 11 novembre 2018    |           |                   |
| Alfreton Town       | 1 - 4     | Fleetwood Town    |
| Barnet              | 1 - 1     | Bristol Rovers    |
| Chorley             | 2 - 2     | Doncaster         |
| Guiseley            | 4 - 3     | Cambridge Utd     |
| Hitchin Town        | 0 - 2     | Solihull Moors    |
| Mansfield Town      | 1 - 1     | Charlton          |
| Port Vale           | 1 - 2     | Sunderland        |
| Shrewsbury Town     | 1 - 1     | Salford City      |
| Weston-super-Mare   | 0 - 2     | Wrexham           |
| 12 novembre 2018    |           |                   |
| Hampton & Richmond  | 1 - 2     | Oldham Athletic   |

#### Replay
| Squadra 1        | Risultato       | Squadra 2       |
| ---------------- | --------------- | --------------- |
| 20 novembre 2018 |                 |                 |
| Billericay Town  | 1 - 3           | Chesterfield    |
| Bradford City    | 1 - 1 (4-1 dcr) | Aldershot Town  |
| Charlton         | 5 - 0           | Mansfield Town  |
| Cheltenham Town  | 2 - 0           | Ebbsfleet Utd   |
| Crawley Town     | 2 - 6 (dts)     | Southend Utd    |
| Doncaster        | 7 - 0           | Chorley         |
| Forest Green     | 0 - 3           | Oxford Utd      |
| Halifax Town     | 1 - 0           | Morecambe       |
| Oxford City      | 0 - 2           | Tranmere        |
| Slough Town      | 1 - 1 (8-7 dcr) | Sutton Utd      |
| 21 novembre 2018 |                 |                 |
| Bristol Rovers   | 1 - 2           | Barnet          |
| Hartlepool Utd   | 3 - 4 (dts)     | Gillingham      |
| Salford City     | 1 - 3           | Shrewsbury Town |

### Secondo turno
| Squadra 1          | Risultato | Squadra 2        |
| ------------------ | --------- | ---------------- |
| 30 novembre 2018   |           |                  |
| Solihull Moors     | 0 - 0     | Blackpool        |
| 1º dicembre 2018   |           |                  |
| Halifax Town       | 1 - 3     | AFC Wimbledon    |
| Accrington Stanley | 3 - 1     | Cheltenham Town  |
| Charlton           | 0 - 2     | Doncaster        |
| Lincoln City       | 2 - 0     | Carlisle Utd     |
| Maidstone Utd      | 0 - 2     | Oldham Athletic  |
| Peterborough Utd   | 2 - 2     | Bradford City    |
| Plymouth           | 1 - 2     | Oxford Utd       |
| Southend Utd       | 2 - 4     | Barnsley         |
| Walsall            | 1 - 1     | Sunderland       |
| Wrexham            | 0 - 0     | Newport County   |
| 2 dicembre 2018    |           |                  |
| Barnet             | 1 - 0     | Stockport Sports |
| Hereford           | 0 - 8     | Luton Town       |
| Chesterfield       | 0 - 2     | Grimsby Town     |
| Rochdale           | 0 - 1     | Portsmouth       |
| Shrewsbury Town    | 1 - 0     | Scunthorpe Utd   |
| Slough Town        | 0 - 1     | Gillingham       |
| Swindon Town       | 0 - 1     | Woking           |
| Tranmere           | 1 - 1     | Southport        |
| 3 dicembre 2018    |           |                  |
| Guiseley           | 1 - 2     | Fleetwood Town   |

#### Replay
| Squadra 1        | Risultato       | Squadra 2        |
| ---------------- | --------------- | ---------------- |
| 11 dicembre 2018 |                 |                  |
| Bradford City    | 4 - 4 (2-3 dtr) | Peterborough Utd |
| Newport County   | 4 - 0           | Wrexham          |
| Sunderland       | 0 - 1           | Walsall          |
| 17 dicembre 2018 |                 |                  |
| Southport        | 0 - 2           | Tranmere         |
| 18 dicembre 2018 |                 |                  |
| Blackpool        | 3 - 2 (dts)     | Solihull Moors   |

### Terzo turno
| Squadra 1          | Risultato | Squadra 2         |
| ------------------ | --------- | ----------------- |
| 4 gennaio 2019     |           |                   |
| Tranmere           | 0 - 7     | Tottenham         |
| 5 gennaio 2019     |           |                   |
| Bournemouth        | 1 - 3     | Brighton          |
| Burnley            | 1 - 0     | Barnsley          |
| Manchester Utd     | 2 - 0     | Reading           |
| Sheffield Weds     | 0 - 0     | Luton Town        |
| Shrewsbury Town    | 1 - 1     | Stoke City        |
| West Bromwich      | 1 - 0     | Wigan             |
| West Ham Utd       | 2 - 0     | Birmingham City   |
| Accrington Stanley | 1 - 0     | Ipswich Town      |
| Aston Villa        | 0 - 3     | Swansea City      |
| Bolton             | 5 - 2     | Walsall           |
| Brentford          | 1 - 0     | Oxford Utd        |
| Chelsea            | 2 - 0     | Nottingham Forest |
| Derby County       | 2 - 2     | Southampton       |
| Everton            | 2 - 1     | Lincoln City      |
| Fleetwood Town     | 2 - 3     | AFC Wimbledon     |
| Gillingham         | 1 - 0     | Cardiff City      |
| Middlesbrough      | 5 - 0     | Peterborough Utd  |
| Blackpool          | 0 - 3     | Arsenal           |
| Bristol City       | 1 - 0     | Huddersfield Town |
| Crystal Palace     | 1 - 0     | Grimsby Town      |
| Newcastle Utd      | 1 - 1     | Blackburn         |
| Norwich City       | 0 - 1     | Portsmouth        |
| 6 gennaio 2019     |           |                   |
| Fulham             | 1 - 2     | Oldham Athletic   |
| Manchester City    | 7 - 0     | Rotherham Utd     |
| Millwall           | 2 - 1     | Hull City         |
| Preston N.E.       | 1 - 3     | Doncaster         |
| QPR                | 2 - 1     | Leeds Utd         |
| Sheffield Utd      | 0 - 1     | Barnet            |
| Woking             | 0 - 2     | Watford           |
| Newport County     | 2 - 1     | Leicester City    |
| 7 gennaio 2019     |           |                   |
| Wolverhampton      | 2 - 1     | Liverpool         |

#### Replay
| Squadra 1       | Risultato       | Squadra 2       |
| --------------- | --------------- | --------------- |
| 15 gennaio 2019 |                 |                 |
| Blackburn       | 2 - 4 (dts)     | Newcastle Utd   |
| Luton Town      | 0 - 1           | Sheffield Weds  |
| Stoke City      | 2 - 3           | Shrewsbury Town |
| 16 gennaio 2019 |                 |                 |
| Southampton     | 2 - 2 (3-5 dtr) | Derby County    |

### Quarto turno
| Squadra 1          | Risultato | Squadra 2       |
| ------------------ | --------- | --------------- |
| 25 gennaio 2019    |           |                 |
| Bristol City       | 2 - 1     | Bolton          |
| Arsenal            | 1 - 3     | Manchester Utd  |
| 26 gennaio 2019    |           |                 |
| Accrington Stanley | 0 - 1     | Derby County    |
| Brighton           | 0 - 0     | West Bromwich   |
| Doncaster          | 2 - 1     | Oldham Athletic |
| Manchester City    | 5 - 0     | Burnley         |
| Middlesbrough      | 1 - 1     | Newport County  |
| Newcastle Utd      | 0 - 2     | Watford         |
| Portsmouth         | 1 - 1     | QPR             |
| Shrewsbury Town    | 2 - 2     | Wolverhampton   |
| Swansea City       | 4 - 1     | Gillingham      |
| Millwall           | 3 - 2     | Everton         |
| AFC Wimbledon      | 4 - 2     | West Ham Utd    |
| 27 gennaio 2019    |           |                 |
| Crystal Palace     | 2 - 0     | Tottenham       |
| Chelsea            | 3 - 0     | Sheffield Weds  |
| 28 gennaio 2019    |           |                 |
| Barnet             | 3 - 3     | Brentford       |

#### Replay
| Squadra 1       | Risultato   | Squadra 2       |
| --------------- | ----------- | --------------- |
| 5 febbraio 2019 |             |                 |
| Brentford       | 3 - 1       | Barnet          |
| Newport County  | 2 - 0       | Middlesbrough   |
| QPR             | 2 - 0       | Portsmouth      |
| Wolverhampton   | 3 - 2       | Shrewsbury Town |
| 6 febbraio 2019 |             |                 |
| West Bromwich   | 1 - 3 (dts) | Brighton        |

### Ottavi di finale
| Squadra 1        | Risultato | Squadra 2       |
| ---------------- | --------- | --------------- |
| 15 febbraio 2019 |           |                 |
| QPR              | 0 - 1     | Watford         |
| 16 febbraio 2019 |           |                 |
| Brighton         | 2 - 1     | Derby County    |
| AFC Wimbledon    | 0 - 1     | Millwall        |
| Newport County   | 1 - 4     | Manchester City |
| 17 febbraio 2019 |           |                 |
| Bristol City     | 0 - 1     | Wolverhampton   |
| Doncaster        | 0 - 2     | Crystal Palace  |
| Swansea City     | 4 - 1     | Brentford       |
| 18 febbraio 2019 |           |                 |
| Chelsea          | 0 - 2     | Manchester Utd  |

### Quarti di finale
| Squadra 1     | Risultato       | Squadra 2       |
| ------------- | --------------- | --------------- |
| 16 marzo 2019 |                 |                 |
| Watford       | 2 - 1           | Crystal Palace  |
| Swansea City  | 2 - 3           | Manchester City |
| Wolverhampton | 2 - 1           | Manchester Utd  |
| 17 marzo 2019 |                 |                 |
| Millwall      | 2 - 2 (4-5 dtr) | Brighton        |

### Semifinali
| Squadra 1       | Risultato   | Squadra 2     |
| --------------- | ----------- | ------------- |
| 6 aprile 2019   |             |               |
| Manchester City | 1 - 0       | Brighton      |
| 7 aprile 2019   |             |               |
| Watford         | 3 - 2 (dts) | Wolverhampton |

### Finale
| Arbitro: | Kevin Friend |

|                                                                |           |  |
| D. Silva 26’ G. Jesus 38’, 68’ De Bruyne 61’ Sterling 81’, 87’ | Marcatori |  |